# Pierre Decker
Pour les articles homonymes, voir Decker.
Ne doit pas être confondu avec Pierre De Decker.
Pierre Decker, né le 11 février 1892 à Bex et mort le 31 mai 1967 à Lausanne, est un chirurgien, professeur à l'Université de Lausanne et collectionneur d'art suisse.

## Biographie
Pierre Decker est le fils du Dr Charles Decker (1852-1926), originaire de Duillier, médecin généraliste à Bex, et d'Emma Pittet, de Lavey. Il a une sœur jumelle, Renée-Esther, et une sœur aînée, Blanche, née en 1883. Après des études au collège classique de Lausanne, puis au gymnase, il entre à la faculté de médecine et à la société d'étudiants Zofingue. Une fois ses études terminées, il devient le 1er mars 1918 le médecin de l'arrondissement de Lausanne pour la Caisse nationale suisse d'assurances.
Pierre Decker devient ensuite médecin-assistant de chirurgie dans le service du professeur César Roux, puis assistant de médecine avant de retourner en chirurgie comme chef de clinique. Il fait un stage à l'institut du cancer de Paris où il se spécialise dans la curiethérapie du cancer du col de l'utérus. En 1926, il quitte le service de chirurgie pour ouvrir son cabinet. Il opère notamment à la Clinique Cecil. Il se fait connaître du monde médical suisse par ses études et ses publications. Nommé privat-docent en 1932, il devient professeur ordinaire de la clinique chirurgicale et médecin-chef du service de chirurgie. En parallèle, il se perfectionne dans la chirurgie de l'œsophage, du thorax et de l'abdomen en Amérique du Nord.
En 1949, il conçoit et dirige la construction du pavillon chirurgical et du nouveau bloc opératoire de l'hôpital cantonal.
Doyen de la faculté de médecine entre 1946 et 1948, président de la Ligue suisse contre le cancer, du sanatorium Belmont de Leysin et de la Société suisse de chirurgie, membre du Centre anticancéreux, membre correspondant de l'Académie française de chirurgie et de l'Académie suisse des sciences médicales, il est fait officier de la Légion d'honneur en 1954. Il démissionne de son poste de médecin-chef en 1957 et remet en outre son cabinet au Dr Frédéric Saegesser. En 1958, il est nommé bourgeois d'honneur de Lavey.
Pierre Decker est nommé responsable du pavillon de la santé à l'Exposition nationale de 1964.
Dès 1946, après qu'Alfred Strölin lui offre une estampe, Pierre Decker constitue une collection d'estampes de Cranach, Dürer et Rembrandt qu'il lègue à sa mort à la Faculté de médecine. Après avoir été conservée au Musée de l'Élysée, la collection est transférée en 1989 au Cabinet cantonal des estampes de Vevey.

## Toponymie
Sur décision municipale de 1973, Lausanne possède une avenue Dr Pierre Decker, entre l'avenue de la Sallaz et l'avenue de Beaumont.

## Sources
1. ↑  https://journals.openedition.org/estampe/1827

- Olivier Robert et Francesco Panese, Dictionnaire des professeurs de l'Université de Lausanne dès 1890, Lausanne, Université de Lausanne, 2000, 1456 p., p. 296-297
- Louis Polla, Rues de Lausanne, Lausanne, Éditions 24 heures, 1981, 191 p. (ISBN 2826500503), p. 151-152
- Nicole Minder et André Kuenzi, Gravures de Dürer & Rembrandt : collection Pierre Decker, Vevey, Cabinet cantonal des estampes, Musée Jenisch, 1991, 130 p. (ISBN 2884280014)
- Frédéric Saegesser, « Le professeur Pierre Decker (1892-1967) », Médecine et Hygiène, no 783,‎ 1967, p. 1-4
- Nicole Minder, « Decker, Pierre » dans le Dictionnaire historique de la Suisse en ligne, version du 26 janvier 2004.
- « Service de chirurgie viscérale - Passé », sur chirurgieviscerale.ch (consulté le 14 septembre 2013)
- « Pierre Decker », sur la base de données des personnalités vaudoises sur la plateforme « Patrinum » de la Bibliothèque cantonale et universitaire de Lausanne.
- « Le Fonds Pierre Decker », sur museejenisch.ch (consulté le 14 septembre 2013)